# Emil Frei (Unternehmen)
Die Emil Frei GmbH & Co. KG (FreiLacke) ist ein Lackhersteller mit Hauptsitz in Deutschland und entwickelt und produziert Systemlacke, Pulverlacke, Industrielacke, Flüssiglacke, Elektrotauchlacke und Compositlacke.

## Geschichte
1926 wurde das Einzelunternehmen Emil Frei als Großhandel für Lacke, Farben und Malerzubehör von Emil Frei senior in Döggingen gegründet.  1957 wurde für FreiLacke (Emil Frei GmbH & Co. KG) eine Fabrik mit Tanklager errichtet. Ab 1968 begann die Entwicklung und Herstellung von Pulverlacken und wurde 1969 um Elektrotauchlacke erweitert. 1977 verzeichnete Frei Lacke mit 240 Mitarbeitern einen Umsatz von 29 Millionen DM. 1992 wurde eine Niederlassung in Schweden (Frei Lacke AB in Påarp) gegründet, 2006 eine in Großbritannien (FreiLacke UK Ltd. in Birmingham) und 2007 eine in Russland (OOO FreiLacke in Moskau). Im Jahr 2009 wurde das Logistikzentrum mit Hochregallager erweitert und seit 2015 ist Frei Lacke auch in China mit einer Tochtergesellschaft präsent (FreiLacke Co. Ltd. in Nantong). Im Jahr 2017 war der Spatenstich für den Neubau der Pulverlackproduktion mit Hochregallager, die im September 2019 eröffnet wurden. Im gleichen Jahr folgten die Gründung der beiden Niederlassungen in USA (FreiLacke USA Inc. in New York) und in Mexiko (FreiLacke Mexico S. de R.L. de C.V. in Monterrey). Im August 2019 wurde eine weitere Tochtergesellschaft in Türkei gegründet (FreiLacke Kimya A.S. in Izmir).

## Produkte
Das Unternehmen stellte folgende Produkte her:
- Systemlacke
- Pulverlacke
- Industrielacke / Flüssiglacke
- Elektrotauchlacke
- Composites

## Standorte
- Bräunlingen-Döggingen im Schwarzwald, Deutschland (Hauptsitz)
- Birmingham, Großbritannien
- Moskau, Russland
- Påarp, Schweden
- Nantong, China
- New York, USA
- Monterrey, Mexiko
- Izmir, Türkei[7]